# Barry (TV-serie)
Barry är en amerikansk svart komediserie som hade premiär 25 mars 2018 på HBO. Serien är skapad av Bill Hader och Alec Berg och Hader spelar även titelrollen.
Serien sändes i 32 avsnitt fördelat på fyra säsonger. Barry möttes av god kritik och Bill Hader och Henry Winkler prisades för sina rollinsatser vid Emmy-galan 2018. Serien nominerades samma år till tre priser vid Golden Globe-galan 2019.

## Handling
Serien handlar om Barry (Bill Hader) som är en deprimerad före detta marinsoldat som efter att ha kommit hem från Afghanistan börjar arbeta som hitman. Under ett uppdrag hamnar Barry på en skådespelarkurs i Los Angeles och blir lockad av ett annat liv.

## Roller i urval

### Huvudroller
- Bill Hader – Barry Berkman/Barry Block
- Stephen Root – Monroe Fuches
- Sarah Goldberg – Sally Reed
- Glenn Fleshler – Goran Pazar (säsong 1)
- Anthony Carrigan – NoHo Hank
- Henry Winkler – Gene Cousineau

### Biroller
- Paula Newsome – Detective Janice Moss (säsong 1)
- Michael Irby – Cristobal Sifuentes
- Kirby Howell-Baptiste – Sasha Baxter
- D'Arcy Carden – Natalie Greer
- Darrell Britt-Gibson – Jermaine Jefrint
- Andy Carey – Eric
- Alejandro Furth – Antonio Manuel
- John Pirruccello – Detective Loach (säsong 1–2)
- Rightor Doyle – Nick Nicholby
- Mark Ivanir – Vacha / Ruslan (säsong 1)
- Dale Pavinski – Taylor Garrett (säsong 1)
- Marcus Brown – Vaughn (säsong 1)
- Robert Curtis Brown – Mike Hallman (säsong 1)
- Cameron Britton – Simmer (säsong 1)
- Karen David – Sharon Lucado (säsong 1)
- Chris Marquette – Chris Lucado (säsong 1)
- James Hiroyuki Liao – Albert Nguyen (säsong 2)
- Sarah Burns – Detective May (säsong 2)
- Andrew Leeds – Leo Cousineau (säsong 2)